# Kis szentjánosbogár
A kis szentjánosbogár (Lamprohiza splendidula) a rovarok (Insecta) osztályába a bogarak (Coleoptera) rendjébe és a szentjánosbogarak (Lampyridae) családjába tartozó faj.

## Jellemzői
A hím feketésbarna, az előhát elülső szegélyén 2 nagy átlátszó „ablakfolt” van; szárnyfedői érdesek, finoman szőrözöttek, 3-4 hosszanti barázdával. A nőstény szárnyfedői csökevényesek, sárgásbarnák, a világító lapok a 6. és 7., a világító foltok a 8. potrohszelvényen vannak. A hím, a lárvák és a peték is világítanak.

## Életmódja
Erdőszélek, bokrosok, kertek, az avarban és a moha között, korhadó fa alatt fordulnak elő. A szürkületkor és éjszaka aktív, kifejlett bogarak alig táplálkoznak. A hímek repülve keresik a nőstényeket, akik növényeken ülnek, röpképtelenek és zöldes fényükkel csalogatják őket (biolumineszcencia). A lárvák 3 éves fejlődésük alatt csigákra vadásznak, a zsákmányt harapásukkal bénítják meg.